# Mezőcsát vasútállomás
Az állomás Mezőcsát város keleti szélén helyezkedik el. Távolsága a regionális centrum szerepét betöltő Miskolctól vasúton 40 kilométer. A vasútállomás a Dózsa György út 54. szám alatt található. Közúti megközelítését a Mezőcsát-Tiszaújváros közti 3313-as útból kiágazó 33 313-as számú mellékút teszi lehetővé.

## Története
Mezőcsát vasútállomása 1906-ban épült a Miskolc–Mezőcsát vasútvonal végállomásaként. Az állomást 1906. augusztus 26-án helyezték üzembe, az első személyszállító vonat ugyanezen év november 3-án indult útjára. Az állomásépület eredeti formájába az ún. helyi érdekű vasutak I. osztályú felvételi épülete típusba tartozott, valamikor a háború után az épületet átalakították. Az állomás forgalmát növelte a mellette működő fatelep. A második világháború idején az állomásról deportálták Mezőcsát zsidó lakosságát. A vonalon utazók száma az 1960-as években csökkenésnek indult, így egyre több vonatot szüntettek meg. A forgalom egyre nagyobb része terelődött közútra. 2006. november 11-én Mezőcsát városa nagy ünnepséget rendezett a vasútállomás centenáriuma alkalmából, az épület falán emléktáblát helyeztek el. Fél év múlva a Gazdasági és Közlekedési Minisztérium az alacsony utasszámra hivatkozva a személyszállítás „ideiglenes szüneteltetéséről” döntött. Az utolsó Mezőcsátról induló vonatot 2007. március 3-án ünnepélyes keretek között több száz tiltakozó búcsúztatta az állomáson. Azóta az állomáson csak teheráruk rakodása zajlik.